# جان بيرثيوم
جان بيرثيوم هو عسكري كندي، ولد في 27 نوفمبر 1915 في سان هياسنت في كندا، وتوفي بنفس المكان في 26 يناير 2003.